# Аблювіальний ефект
Аблювіальний ефект (від лат. abluvio — обмиваю) — переміщення великих уламків гірських порід у руслі потоку за рахунок вимивання навколо них дрібноуламкової фракції. Вперше вжитий відомим гідрогеологом Миколою Маккавєєвим у 1968 році. Дуже великі й важкі уламки, вага яких значно перевищує вагу частинок, які може транспортувати водний потік, волочінням переміщаються вниз за течією по мірі того, як біля такого уламка вимивається ґрунт. Відтак його положення стає нестійким, і для виводу його з рівноваги достатньо зусилля гідродинамічного напору, яке спричиняє потік у даному перерізі. Відстань L, на яку переміщуються уламки, залежить від величини ерозійного зрізу Н і крутизни схилу (α) і описується формулою: L = H × (9 sin α + K), де К — коефіцієнт, величина якого коливається від 0,3 до 0,5 в залежності від форми схилу. Це рівняння справедливе для α від 3 до 25°. Для переміщення великих уламків гірських порід на значну віддаль в результаті аблювіального ефекту потрібно багато часу. Однак саме цей ефект задовільно пояснює процес «стягування» до тальвегів логів великих уламків порід і самородків золота з досить пологих схилів без участі зсувів, пливунів, соліфлюкції чи кріпу.